# Riddarholmskyrkan

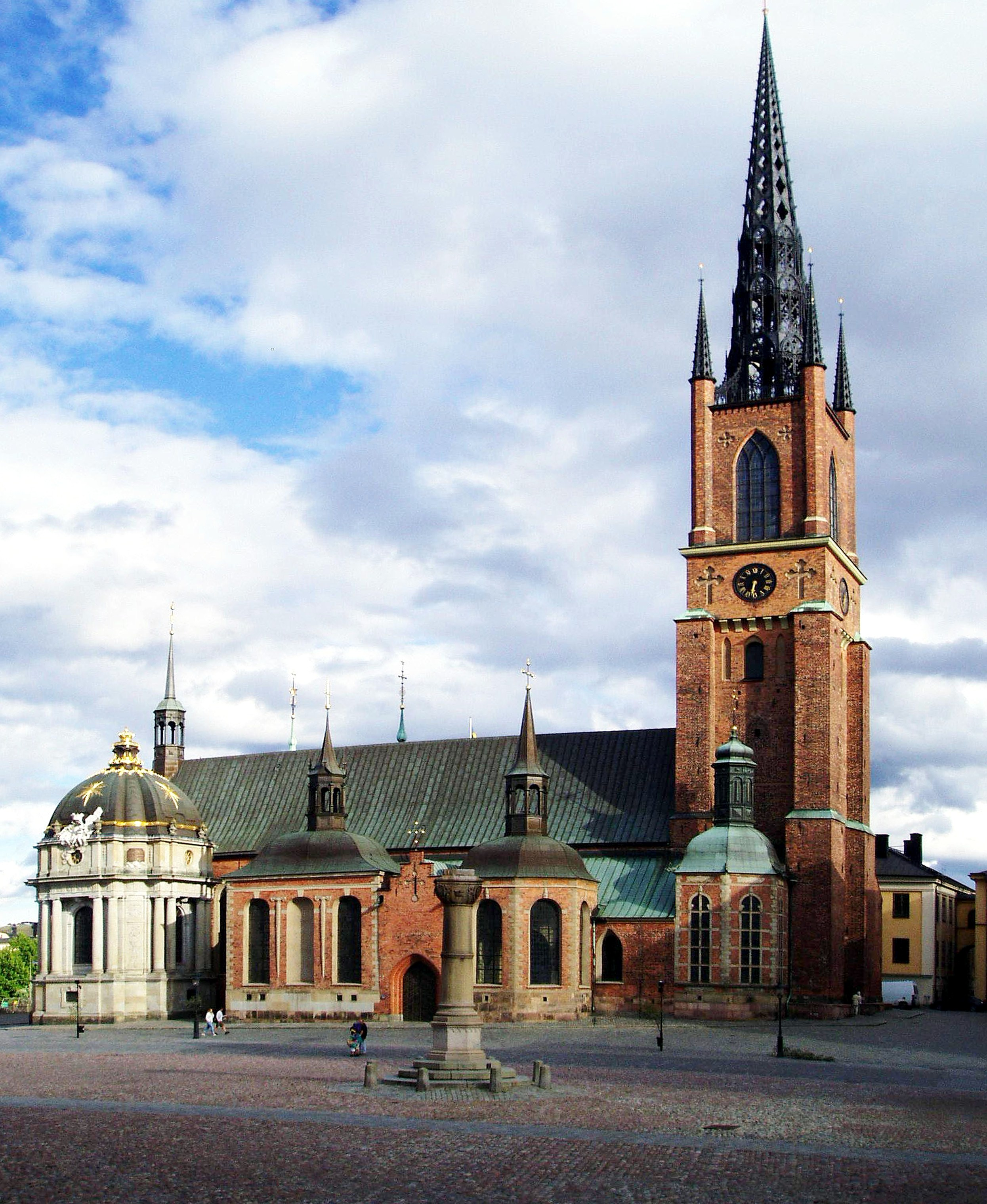
Riddarholmskyrkan

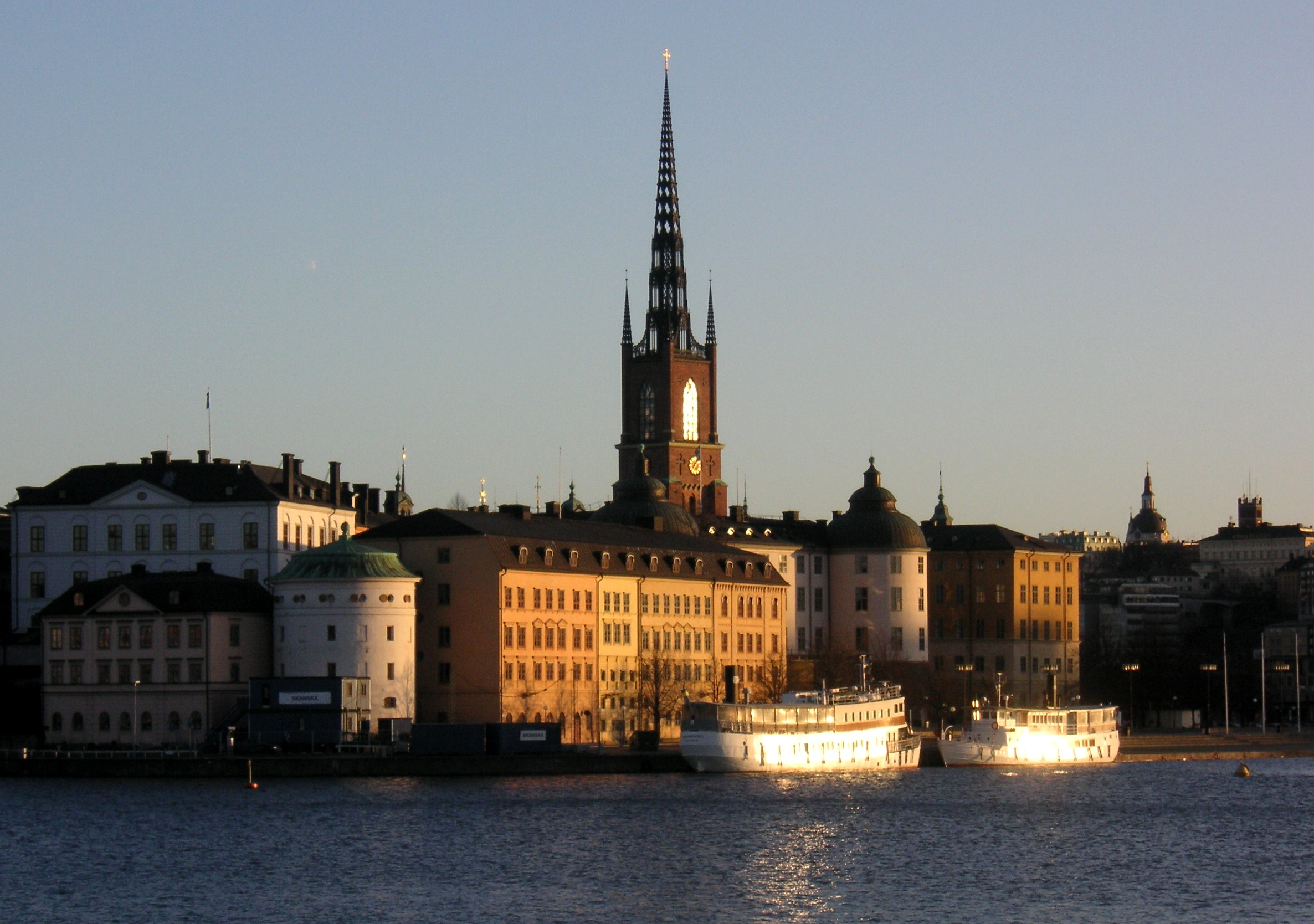
Riddarholmskyrkan vom Stadshuset aus gesehen

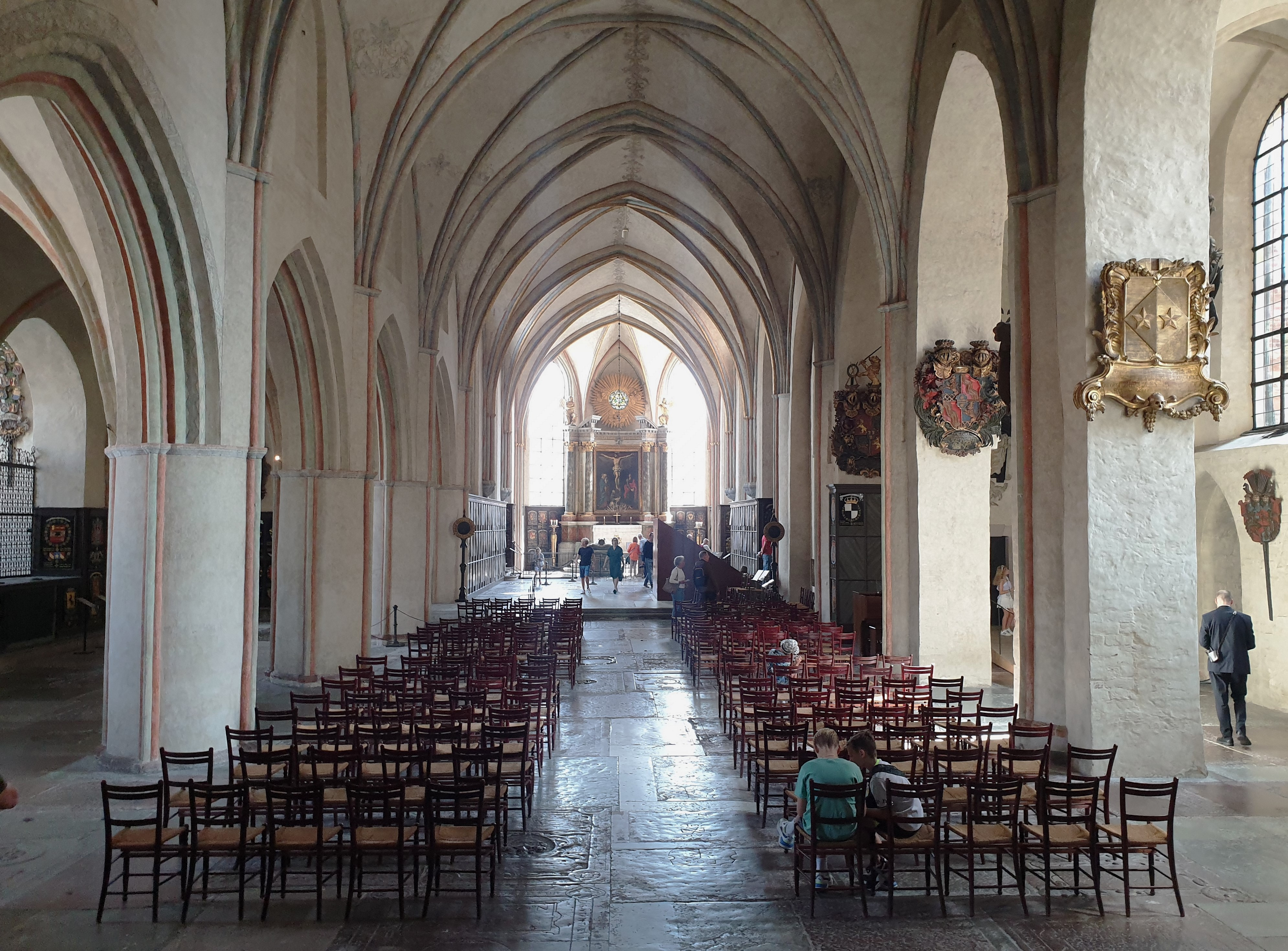
Hauptschiff, Blick zum Hauptaltar

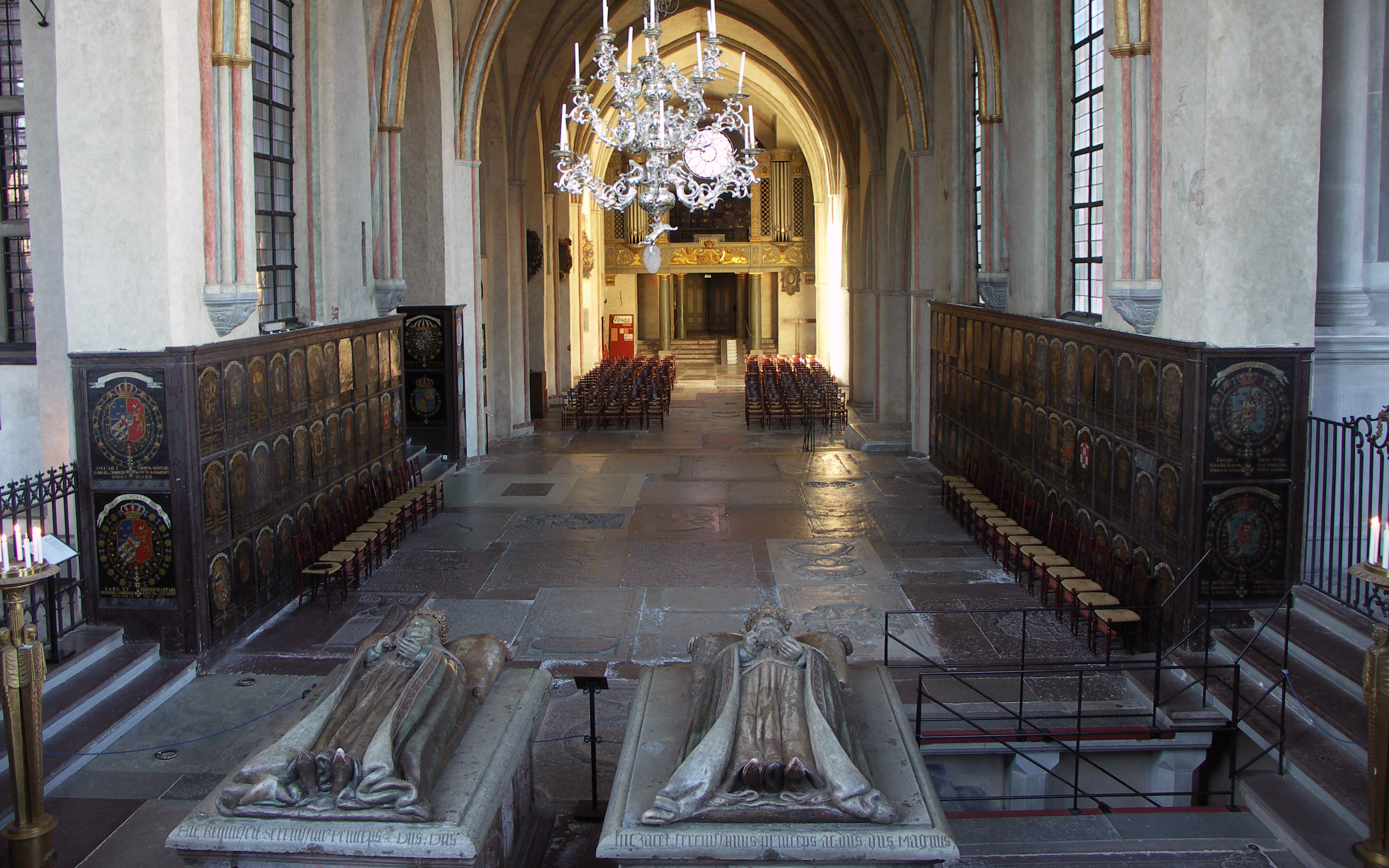
Hauptschiff, Blick zur Orgelempore

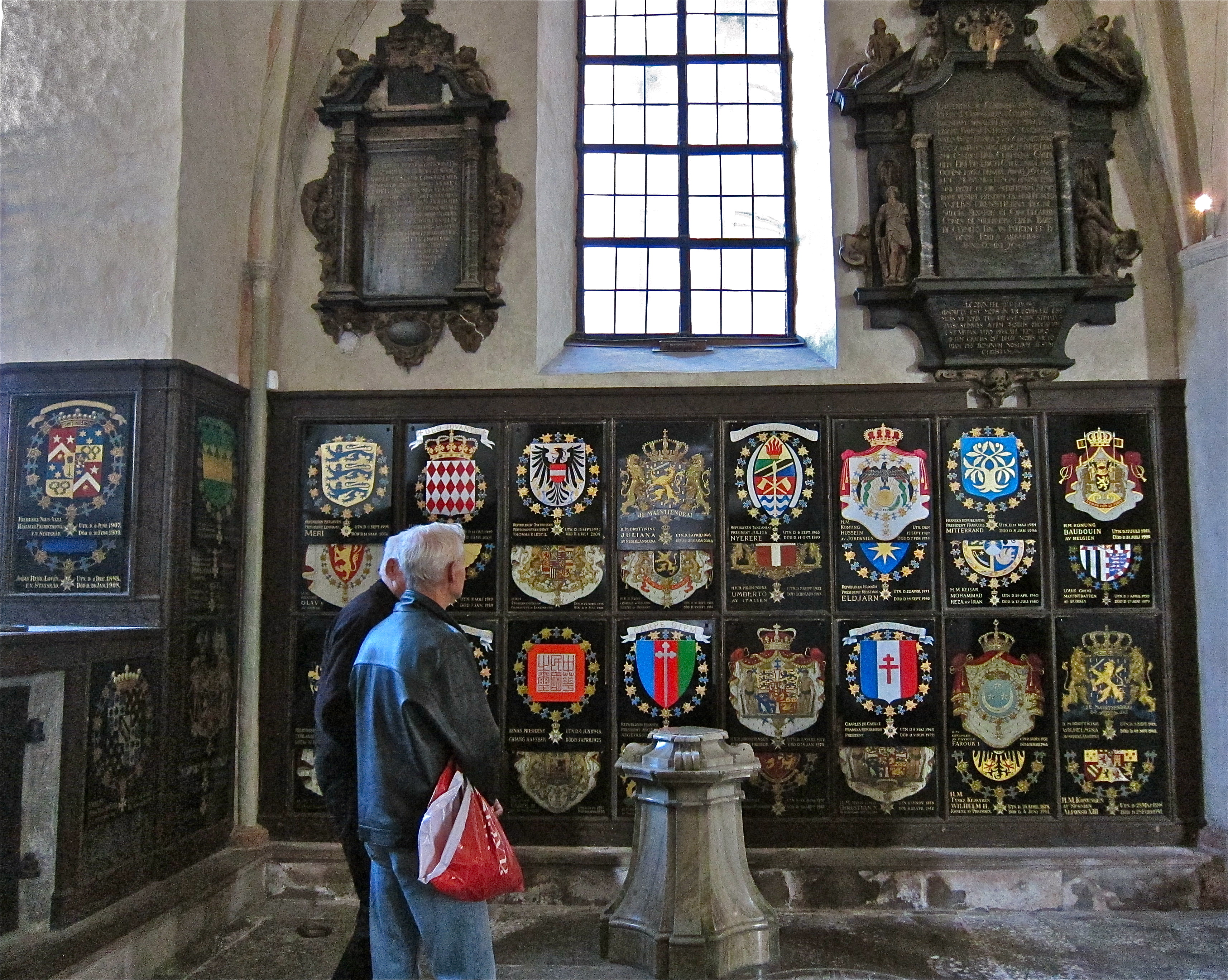
Wappen der Ritter des Seraphinenordens

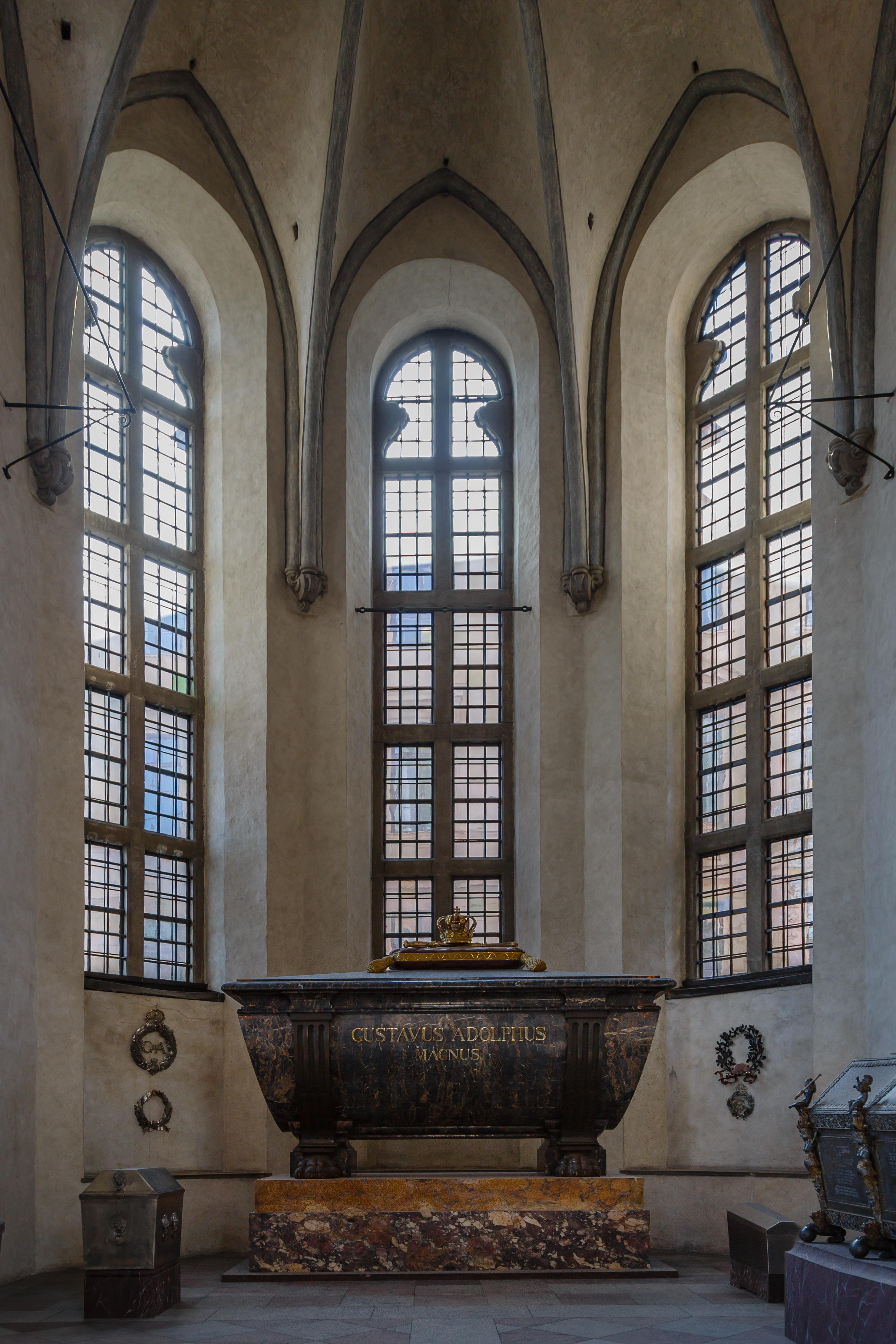
Der Sarkophag von König Gustav II. Adolf

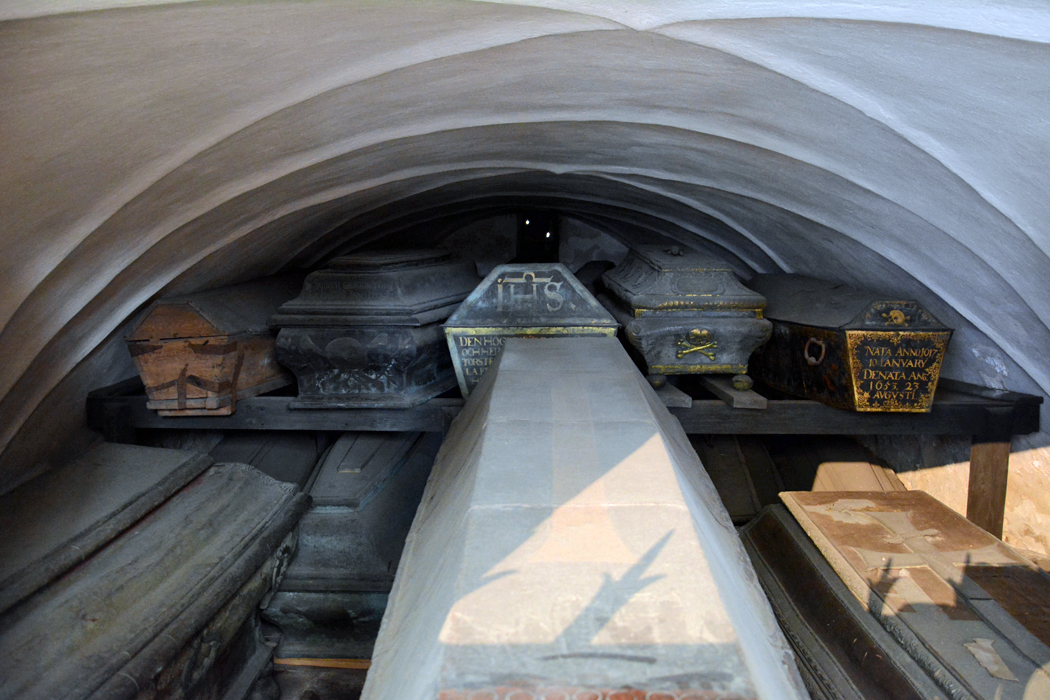
Gruft im linken Seitenschiff

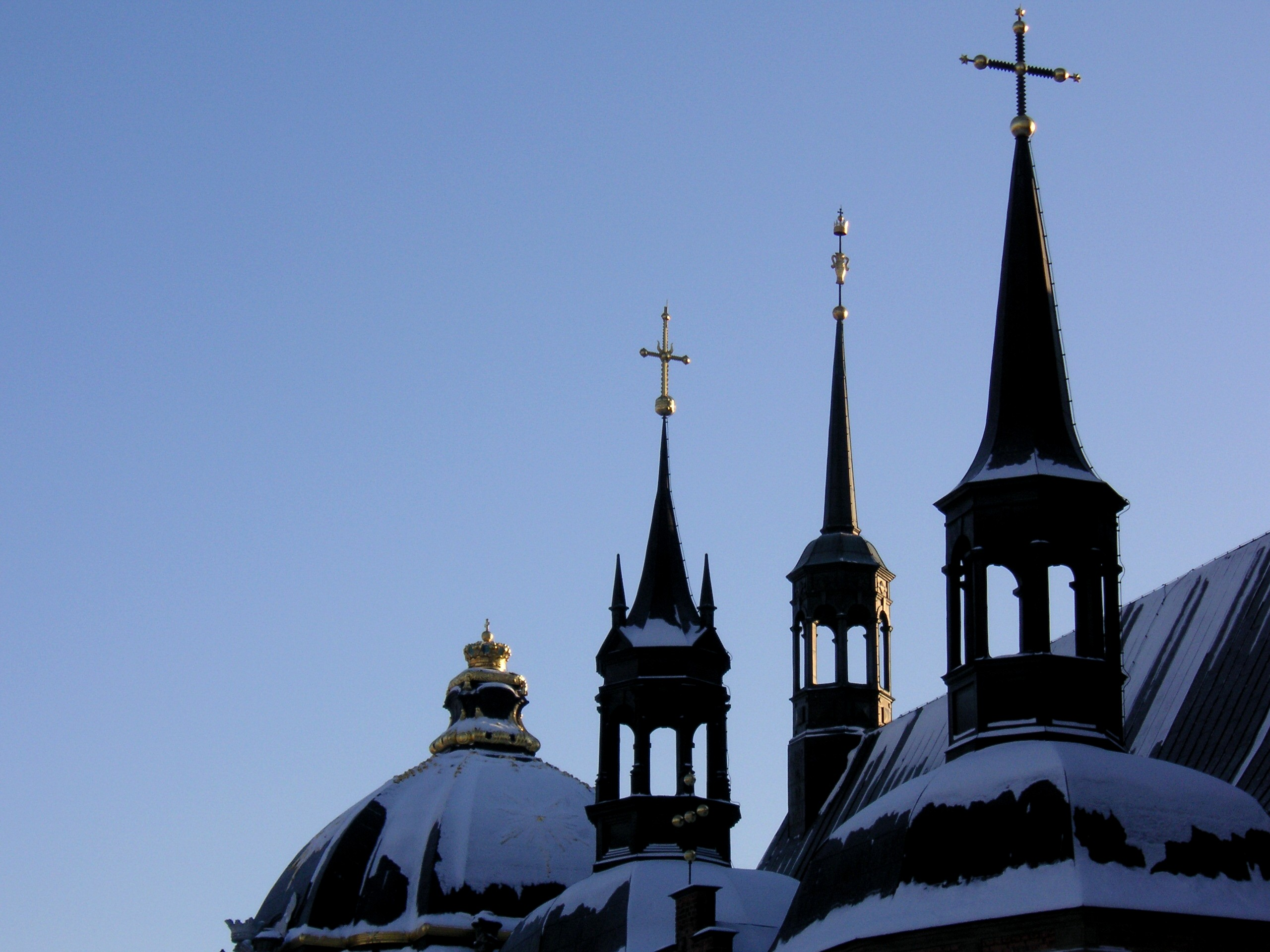
Turmspitzen der Seitenkapellen und Dachreiterspitze des Hauptschiffes

Riddarholmskyrkan ist eine Kirche auf der Insel Riddarholmen im Zentrum von Stockholm in Schweden.

## Geschichte
Die heute als königliche Begräbniskirche dienende Anlage gehörte zu einem Franziskanerkloster, das 1270 unter Magnus Ladulås errichtet wurde. Die Kirche selbst entstand zwischen 1280 und 1300. Die übrigen Klosterteile wurden im 17. Jahrhundert abgerissen. Im Jahre 1807 löste sich die zur Kirche gehörende Gemeinde auf und das Gebäude wurde nur noch als Begräbnis- und Gedächtniskirche genutzt.

## Architektur
Die dreischiffige Kirche ist aus roten Ziegelsteinen im gotischen Stil errichtet. Der hohe Westturm trägt eine Spitze aus durchbrochenem Gusseisen.
Einige später errichtete Grabchöre sind dagegen im Renaissancestil gehalten. Die Einrichtung besteht hauptsächlich aus Grabbeigaben, jedoch sind im Sockel auch mittelalterliche Kalkmalereien zu finden.

## Seraphinenorden
Die Riddarholmskirche ist die Kirche des Königlichen Seraphinenordens, des Haus- und höchsten Verdienstordens des Königreiches Schweden.
Bis um 1820 begrub man alle in Stockholm verstorbenen Ritter in der Riddarholmskirche. In der Kirche sind bis heute an den Wänden die Wappenbilder der Beliehenen zu finden. Da die Kirche keine Gemeindekirche ist, werden die Glocken allein am Tage der Beisetzung eines jeden Seraphinenritters geläutet. Das während einer ganzen Stunde von 12 Uhr bis 13 Uhr dauernde Serafimer-Glockenläuten (schwedisch  Serafimerringningen) wird von einer Zeremonie in der Kirche begleitet. Zuvor wird der Wappenschild in einer Prozession vom Stockholmer Schloss zur Riddarholmskirche getragen.

## Grabstätten

### Gräber des Königshauses

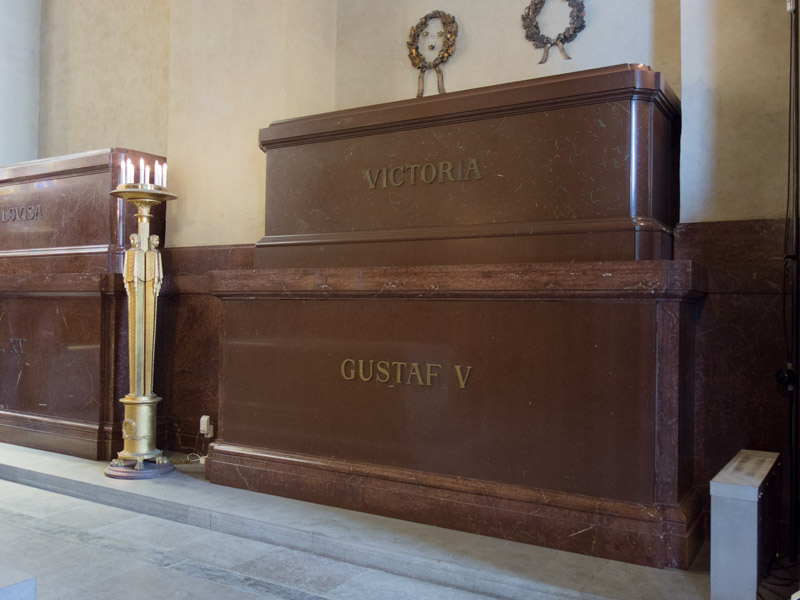
Grabstätten König Gustavs V. (unten) und seiner Frau Viktoria (oben) in der Riddarholmskyrkan

Folgende Mitglieder des schwedischen Königshauses sind in der Kirche begraben:
1. Magnus III., König von Schweden (ung. 1240–18.12.1290) u. andere Folkunger seiner Familie
2. Helvig von Holstein, Königin von Schweden (ung. 1255–1324) –  (Gemahlin von König Magnus III.)
3. Karl II., König von Schweden u. Norwegen (ung. 1408–15.5.1470)
4. Prinzessin Christine (16.10.1623–21.9.1624) –  (Tochter von König Gustav II. Adolf)
5. Gustav II. Adolf, König von Schweden (19.12.1594–16.11.1632)
6. Maria Eleonora von Brandenburg (11.11.1599–28.3.1655), Königin von Schweden –  (Gemahlin von König Gustav II. Adolf)
7. Karl X., König von Schweden (8.11.1622–13.2.1660)
8. Ulrike von Dänemark, Königin von Schweden (11.9.1656–26.7.1693) –  (Gemahlin von König Karl XI.)
9. Karl XI., König von Schweden (4.12.1655–15.4.1697)
10. Prinzessin Hedwig Sophie (26.6.1681–22.12.1708) –  (Tochter von König Karl XI.)
11. Karl XII., König von Schweden (27.6.1682–11.12.1718)
12. Hedwig Eleonora von Schleswig-Holstein-Gottorf, Königin von Schweden (23.10.1636–24.11.1719) –  (Gemahlin von König Karl X.)
13. Ulrika Eleonore, Königin von Schweden (2.2.1688–5.12.1741)
14. Friedrich I., König von Schweden (27.4.1676–5.4.1751)
15. Adolf Friedrich I., König von Schweden (14.5.1710–12.2.1771)
16. Luise Ulrike von Preußen, Königin von Schweden (24.7.1720–16.7.1782) –  (Gemahlin von König Adolf Friedrich I.)
17. Prinz Karl Gustaf (29.8.1782–23.3.1783) –  (Sohn von König Gustav III.)
18. Gustav III., König von Schweden (24.1.1746–29.3.1792)
19. eine unbenannte Prinzessin (2.7.1797) –  (Tochter von König Karl XIII.)
20. Prinz Karl Adolf (4.7.1798–10.7.1798) –  (Sohn von König Karl XIII.)
21. Prinz Fredrik Adolf (18.7.1750–12.12.1803) –  (Sohn von König Adolf Friedrich I.)
22. Prinz Karl Gustaf (2.12.1802–10.9.1805) –  (Sohn von König Gustav IV. Adolf)
23. Sophie von Dänemark, Königin von Schweden (3.7.1746–21.8.1814) –  (Gemahlin von König Gustav III.)
24. Karl XIII., König von Schweden u. Norwegen (7.10.1748–5.2.1818)
25. Hedwig von Schleswig-Holstein-Gottorf, Königin von Schweden u. Norwegen (22.3.1759–20.6.1818) –  (Gemahlin von König Karl XIII.)
26. Friederike Dorothea von Baden, Königin von Schweden (12.3.1781–25.9.1826) –  (Gemahlin von König Gustav IV. Adolf)
27. Prinzessin Sophie Albertine (8.10.1753–17.3.1829) –  (Tochter von König Adolf Friedrich I.)
28. Prinz Louis (3.2.1832–7.2.1832) –  (Sohn von Prinz Gustaf von Vasa)
29. Gustav IV. Adolf, König von Schweden (1.11.1778–7.2.1837)
30. Karl XIV. Johann, König von Schweden u. Norwegen (Jean-Baptiste Bernadotte) (26.1.1763–8.3.1844)
31. Prinz Gustaf (18.6.1827–24.9.1852) –  (Sohn von König Oskar I.)
32. Prinz Carl Oskar (14.12.1852–13.3.1854) –  (Sohn von König Karl XV.)
33. Oskar I., König von Schweden u. Norwegen (4.7.1799–8.7.1859)
34. Desideria, Königin von Schweden u. Norwegen (9.11.1777–17.12.1860) –  (Désirée Clary, Gemahlin von König Karl XIV. Johann (Jean-Baptiste Bernadotte))
35. Louise von Nassau, Königin von Schweden u. Norwegen (5.8.1828–30.3.1871) –  (Gemahlin von König Karl XV.)
36. Karl XV., König von Schweden u. Norwegen (3.5.1826–18.9.1872)
37. Prinz August, Herzog von Dalarna (24.8.1831–4.3.1873) –  (Sohn von König Oskar I.)
38. Joséphine de Beauharnais, Königin von Schweden u. Norwegen (14.3.1807–7.6.1876) –  (Gemahlin von König Oskar I.)
39. Prinz Gustaf von Vasa (9.11.1799–4.10.1877) –  (Sohn von König Gustav IV. Adolf)
40. Prinzessin Eugenie (24.4.1830–24.4.1889) –  (Tochter von König Oskar I.)
41. Oskar II., König von Schweden u. Norwegen (21.1.1829–8.12.1907)
42. Sophia von Nassau, Königin von Schweden u. Norwegen (9.7.1836–30.12.1913) –  (Gemahlin von König Oskar II.)
43. Prinzessin Therese von Sachsen-Altenburg (21.12.1836–9.11.1914) –  (Gemahlin von Prinz August)
44. Prinz Erik, Herzog von Västmanland (20.4.1889–19.9.1918) –  (Sohn von König Gustav V.)
45. Viktoria von Baden, Königin von Schweden (7.8.1862–4.4.1930) –  (Gemahlin von König Gustav V.)
46. Gustav V., König von Schweden (16.6.1858–29.10.1950)

Seit König Gustav V. werden die Mitglieder der schwedischen Königsfamilie  nicht mehr in der Riddarholmskyrkan beerdigt, sondern auf dem Königlichen Friedhof Haga.

### Gräber berühmter Schweden
Neben Mitgliedern der schwedischen Königsfamilie sind in der Riddarholmskyrkan auch zahlreiche andere berühmte Schweden bestattet, darunter der General Lennart Torstensson.